# Prohor
Prohor (łac. Prohorius) – domniemany pierwszy biskup krakowski z drugiej połowy X w.

## Historia badań
Imię Prohora (Prohorius) pojawia się w najstarszych katalogach biskupów krakowskich (znanych z redakcji z XIII, a może XII w.) jako pierwszego w ich szeregu. Przy jego imieniu podawana jest (jednak nie w najstarszej znanej redakcji katalogu) data 969, a jego następcy, Prokulfa 986, dając w ten sposób domniemany okres pontyfikatu Prohora. Jednak interpretacja zapisu w kronice Thietmara pochodzącej z początku XI w. o powołaniu w 1000 arcybiskupstwa gnieźnieńskiego, któremu podporządkowano trzech biskupów, w tym krakowskiego Poppona (trzeciego w szeregu biskupów wymienionych w katalogach) zaowocowała licznymi rozważaniami historyków na temat historyczności Prohora i jego następcy.
Część badaczy uznaje, że zapis Thietmara nie wyklucza istnienia biskupstwa krakowskiego w drugiej połowie X w., które w 1000 zostało jedynie podporządkowane nowemu metropolicie (m.in. Jerzy Wyrozumski i Dariusz Andrzej Sikorski). Zgodnie z tą interpretacją Prohor i Prokulf byli biskupami krakowskimi, a biskupstwo to mogło powstać jeszcze za czeskiego panowania w Krakowie. Za biskupów krakowskich uważali ich wcześniej m.in. Wojciech Kętrzyński i Karol Buczek (który uznawał ich za biskupów misyjnych za rządów młodego Bolesława Chrobrego w Krakowie).
Z kolei inni badacze uznają, iż zapis Thietmara oznacza, że biskupstwo krakowskie powstało w 1000 i w związku z tym należy szukać innej interpretacji zapisków z katalogów. Władysław Abraham wysnuł teorię, zgodnie z którą Prohor i Prokulf byli biskupami morawskimi (ołomunieckimi) – biskupstwo takie niewątpliwie istniało w X w. i mogło obejmować także Kraków, natomiast żadne inne źródło nie wymienia imion pierwszych jego biskupów. Tę teorię poparł później Gerard Labuda.
W przeszłości Prohor i Prokulf łączeni byli także z obrządkiem słowiańskim – w tym wypadku założenie biskupstwa krakowskiego miało być związane z misją metodiańską i mieć miejsce na przełomie IX i X w. (natomiast w roku 1000 faktycznie już by nie istniało). Taką wersję przyjmowali Karol Potkański i Jerzy Widajewicz (ten ostatni jednak z obrządkiem słowiańskim wiązał tylko Prohora, a Prokulfa uważał za duchownego niemieckiego pochodzenia). Henryk Łowmiański sugerował, że Prohor i Prokulf mogli być w praktyce jedną osobą, której imię rozdzielono wskutek aliteracji (Proc-horius), a rzeczony Prohor miał być biskupem w Krakowie podległym metropolicie bułgarskiemu, jednak w końcu X w.
Pojawiały się także inne, mniej popularne teorie, zgodnie z którymi Prohor i Prokulf mieli być postaciami obcymi, połączonymi w katalogach z późniejszymi biskupami krakowskimi przypadkowo. Alfons Parczewski zwrócił uwagę na podobieństwo imion Prokora i Prokulfa z imionami biskupów Auch we Francji z VI w.: Porchariusa i Prokulejana. Z kolei Tadeusz Poklewski dopatrzył się podobieństwa do imion biskupów Chalon-sur-Saône z drugiej połowy X i początku XI w.: Frotgariusa, Radulphusa i Lambertusa (w tym ostatnim przypadku chodzi badaczowi o zbieżność z kolejnym biskupem krakowskim poświadczonym jedynie w katalogach, Lambertem).